# Гвімрала
Гвімрала (груз. გვიმრალა) — село в Грузії.
За даними перепису населення 2014 року в селі проживає 275 осіб.